# King Haakon Bay
Die King Haakon Bay, auch genannt King Haakon Sound, ist eine Bucht im Nordwesten der Insel Südgeorgien an deren Südküste. Sie ist etwa 13 km lang und 4 km breit.
Wahrscheinlich um 1912 wurde die Bucht von norwegischen Walfängern nach König Haakon VII. von Norwegen benannt. In der Nähe befindet sich die Queen Maud Bay, die nach dessen Gemahlin benannt wurde.
Die Cave Cove, die einen Teil der Bucht bildet, ist am besten dafür bekannt, im Mai 1916 die Anlandungsstelle Ernest Shackletons gewesen zu sein, als er Hilfe für seine gestrandete Crew suchte, die auf Elephant Island festsaß. Shackleton und seine Männer kampierten auch am Peggotty Bluff in der Bucht.